# Dana Plotogea
Dana Elena Plotogea-Cojocea (n. 30 septembrie 1981, Brașov, România) este o biatlonistă din România. A participat la trei ediții ale Jocurilor Olimpice.

## Biografie
Dana Plotogea a început să practice biatlonul în 1994, fiind antrenată de Gheorghe Gârniță. Și-a făcut debutul în Cupa Mondială în 1999. În 2001, a devenit vicecampioană mondială de juniori la proba individuală.
În 2002, a participat pentru prima dată la Jocurile Olimpice, însă fără a obține un rezultat semnificativ. Primele sale puncte în Cupa Mondială le-a câștigat în sezonul 2004-2005, în etapa de la Torino-Cesana San Sicario, unde a terminat pe locul 24 în proba individuală.
Cel mai bun rezultat internațional l-a obținut în 2009, la Campionatele Mondiale de la Pyeongchang, unde s-a clasat pe locul 16 în proba de sprint. La Jocurile Olimpice de iarnă din 2010, ultima sa competiție majoră, a obținut un rezultat notabil în proba de ștafetă, clasându-se pe locul 10.

## Palmares

### Jocurile Olimpice de iarnă
| Ediție                                | Individual | Sprint | Urmărire | Start în bloc | Ștafetă |
| ------------------------------------- | ---------- | ------ | -------- | ------------- | ------- |
| Jocurile Olimpice 2002 Salt Lake City | 61         | 55     | —        | —             | —       |
| Jocurile Olimpice 2006 Torino         | 72         | 48     | 33       | —             | 14      |
| Jocurile Olimpice 2010 Vancouver      | 80         | 48     | 51       | —             | 9       |

### Campionatele Mondiale
| Ediție                                      | Individual | Sprint | Urmărire | Start în masă | Ștafetă | Ștafetă mixtă                  |
| ------------------------------------------- | ---------- | ------ | -------- | ------------- | ------- | ------------------------------ |
| Campionatele Mondiale 2004 Oberhof          | 54         | 51     | 39       | -             | -       | Proba inexistentă la acea dată |
| Campionatele Mondiale 2005 Hochfilzen       | 45         | 48     | 44       | -             | 14      | Proba inexistentă la acea dată |
| Campionatele Mondiale 2007 Rasun Anterselva | 57         | 25     | 45       | -             | 11      | -                              |
| Campionatele Mondiale 2008 Östersund        | 73         | 62     | -        | -             | 11      | -                              |
| Campionatele Mondiale 2009 Pyeongchang      | 50         | 16     | 35       | -             | 8       | -                              |

### Cupa Mondială
- Cel mai bun clasament general: locul 67 în 2009.
- Cel mai bun rezultat individual: locul 16.

| An   | Clasament general final |
| ---- | ----------------------- |
| 2005 | 77                      |
| 2007 | 71                      |
| 2009 | 67                      |

### Alte realizări
- Vicecampioană mondială de juniori la proba individuală în 2001.
- Campioană a României la proba de urmărire în 2010[1].